# Enrique Campino
Enrique Campino Salamanca (La Serena o Santiago, 1794-26 de octubre de 1874) fue un militar, político y aristócrata chileno, participante en el proceso que derivó en la independencia de su país.

## Biografía

### Familia
Fue hijo legítimo del capitán Andrés Fernández de Campino y Erazo y de María Magdalena Salamanca y Messía. En 1821 se casó con María Ignacia Landa y de los Ríos (1803-1879), con quien tuvo siete hijos: sor Enriqueta, José Ignacio, casado con Julia Claro Correa; María Isabel, casada con Belisario Rojas Quezada; José Enrique, casado con Pastora Rivera Serrano; Miguel, casado con Luisa Larraín Gandarillas; José Rafael, casado con Carmen Palma Rivera; y Joaquín.

### Ingreso al ejército
Se incorporó al Ejército en 1810 como teniente del regimiento de Granaderos de Infantería. Le correspondió sofocar el motín del coronel Tomás de Figueroa el 1 de abril de 1811 (Motín de Figueroa).
Participó en las campañas del sur hasta 1812. Después del Desastre de Rancagua (1814), emigró a Mendoza (Argentina), de donde regresó con el Ejército de Los Andes. Se batió en las batallas de Chacabuco (1817) y de Maipú (1818).

### Toma de Huaraz
Con el grado de coronel, participó en la Expedición Libertadora del Perú en 1820. El 23 de noviembre, partió del cuartel general de Huaura con dirección a Huaraz un contingente de 250 soldados del Ejército Libertador a sus órdenes. Su misión era reclutar a 800 jóvenes para incorporarlos a las filas libertadoras. El día 28 establecieron su campamento a 10 km al sur de la ciudad. La Junta Patriótica de Huaraz se puso en contacto con Campino y le informaron detalladamente sobre la situación existente.
Huaraz estaba defendida por 70 soldados de infantería y cinco compañías de milicias, lo que hacía un total de 600 hombres, todos ellos al mando del coronel Clemente Lantaño. Al amanecer del 29 de noviembre, Campino, al mando de una avanzada compuesta por 50 soldados, sorprendió a los realistas mediante un ataque a bayoneta. Los huaracinos acompañaron el ataque organizando una estampida, lo que desconcertó sobremanera a los realistas creyendo ser atacados por tropas superiores en número. Muchos realistas huyeron y alzaron la bandera blanca en señal de rendición.

### Retorno a Chile
De vuelta en Chile, emprendió la Campaña de Chiloé (1825-1826). El 24 de enero de 1827, y asociado con su hermano Joaquín y con José María Novoa, exministro de Guerra y Marina de Ramón Freire, dio el golpe de Estado llamado «sublevación de Campino», ocasión en que penetró a caballo el recinto donde estaba reunido el Congreso Nacional. El 15 de febrero de 1832 ascendió a general de ejército.
Suscribió la Constitución de 1828. Fue elegido diputado por Santiago en 1826, 1828, 1829, y en los periodos 1831-1834 y 1858-1861. Asimismo, fue intendente de la provincia de Santiago y senador de la República desde 1861 hasta 1870.

## Ascendencia
|  |                                                               |  |  |  |  |  |  |  |  |  |  |  |  |  |  |  |
|  | 16. José Fernández de Campino                                 |  |  |  |  |  |  |  |  |  |  |  |  |  |  |  |
|  |                                                               |  |  |  |  |  |  |  |  |  |  |  |  |  |  |  |
|  |                                                               |  |  |  |  |  |  |  |  |  |  |  |  |  |  |  |
|  | 8. José Fernández de Campino y Pérez                          |  |  |  |  |  |  |  |  |  |  |  |  |  |  |  |
|  |                                                               |  |  |  |  |  |  |  |  |  |  |  |  |  |  |  |
|  |                                                               |  |  |  |  |  |  |  |  |  |  |  |  |  |  |  |
|  | 17. Catalina de Pérez                                         |  |  |  |  |  |  |  |  |  |  |  |  |  |  |  |
|  |                                                               |  |  |  |  |  |  |  |  |  |  |  |  |  |  |  |
|  |                                                               |  |  |  |  |  |  |  |  |  |  |  |  |  |  |  |
|  | 4. José Fernández de Campino y Alonso del Pino                |  |  |  |  |  |  |  |  |  |  |  |  |  |  |  |
|  |                                                               |  |  |  |  |  |  |  |  |  |  |  |  |  |  |  |
|  |                                                               |  |  |  |  |  |  |  |  |  |  |  |  |  |  |  |
|  | 18. Juan Alonso del Pino                                      |  |  |  |  |  |  |  |  |  |  |  |  |  |  |  |
|  |                                                               |  |  |  |  |  |  |  |  |  |  |  |  |  |  |  |
|  |                                                               |  |  |  |  |  |  |  |  |  |  |  |  |  |  |  |
|  | 9. María Antonia Alonso del Pino                              |  |  |  |  |  |  |  |  |  |  |  |  |  |  |  |
|  |                                                               |  |  |  |  |  |  |  |  |  |  |  |  |  |  |  |
|  |                                                               |  |  |  |  |  |  |  |  |  |  |  |  |  |  |  |
|  | 19. Francisca Aranais                                         |  |  |  |  |  |  |  |  |  |  |  |  |  |  |  |
|  |                                                               |  |  |  |  |  |  |  |  |  |  |  |  |  |  |  |
|  |                                                               |  |  |  |  |  |  |  |  |  |  |  |  |  |  |  |
|  | 2. Andrés Fernández de Campino y Erazo                        |  |  |  |  |  |  |  |  |  |  |  |  |  |  |  |
|  |                                                               |  |  |  |  |  |  |  |  |  |  |  |  |  |  |  |
|  |                                                               |  |  |  |  |  |  |  |  |  |  |  |  |  |  |  |
|  | 20. Pedro de Erazo y Sagues                                   |  |  |  |  |  |  |  |  |  |  |  |  |  |  |  |
|  |                                                               |  |  |  |  |  |  |  |  |  |  |  |  |  |  |  |
|  |                                                               |  |  |  |  |  |  |  |  |  |  |  |  |  |  |  |
|  | 10. Pedro de Erazo y Saraza                                   |  |  |  |  |  |  |  |  |  |  |  |  |  |  |  |
|  |                                                               |  |  |  |  |  |  |  |  |  |  |  |  |  |  |  |
|  |                                                               |  |  |  |  |  |  |  |  |  |  |  |  |  |  |  |
|  | 21. Teresa de Saraza y Aracochea                              |  |  |  |  |  |  |  |  |  |  |  |  |  |  |  |
|  |                                                               |  |  |  |  |  |  |  |  |  |  |  |  |  |  |  |
|  |                                                               |  |  |  |  |  |  |  |  |  |  |  |  |  |  |  |
|  | 5. Mariana de Erazo y Leiva                                   |  |  |  |  |  |  |  |  |  |  |  |  |  |  |  |
|  |                                                               |  |  |  |  |  |  |  |  |  |  |  |  |  |  |  |
|  |                                                               |  |  |  |  |  |  |  |  |  |  |  |  |  |  |  |
|  | 22. Pedro José de Leiva y Guzmán                              |  |  |  |  |  |  |  |  |  |  |  |  |  |  |  |
|  |                                                               |  |  |  |  |  |  |  |  |  |  |  |  |  |  |  |
|  |                                                               |  |  |  |  |  |  |  |  |  |  |  |  |  |  |  |
|  | 11. Gregoria de Leiva y Castro                                |  |  |  |  |  |  |  |  |  |  |  |  |  |  |  |
|  |                                                               |  |  |  |  |  |  |  |  |  |  |  |  |  |  |  |
|  |                                                               |  |  |  |  |  |  |  |  |  |  |  |  |  |  |  |
|  | 23. Ana Josefa de Castro y Zabala                             |  |  |  |  |  |  |  |  |  |  |  |  |  |  |  |
|  |                                                               |  |  |  |  |  |  |  |  |  |  |  |  |  |  |  |
|  |                                                               |  |  |  |  |  |  |  |  |  |  |  |  |  |  |  |
|  | 1. Enrique CAMPINO SALAMANCA                                  |  |  |  |  |  |  |  |  |  |  |  |  |  |  |  |
|  |                                                               |  |  |  |  |  |  |  |  |  |  |  |  |  |  |  |
|  |                                                               |  |  |  |  |  |  |  |  |  |  |  |  |  |  |  |
|  | 24. Domingo de Salamanca                                      |  |  |  |  |  |  |  |  |  |  |  |  |  |  |  |
|  |                                                               |  |  |  |  |  |  |  |  |  |  |  |  |  |  |  |
|  |                                                               |  |  |  |  |  |  |  |  |  |  |  |  |  |  |  |
|  | 12. Domingo de Salamanca y Redrojo                            |  |  |  |  |  |  |  |  |  |  |  |  |  |  |  |
|  |                                                               |  |  |  |  |  |  |  |  |  |  |  |  |  |  |  |
|  |                                                               |  |  |  |  |  |  |  |  |  |  |  |  |  |  |  |
|  | 25. Isabel de Redrojo                                         |  |  |  |  |  |  |  |  |  |  |  |  |  |  |  |
|  |                                                               |  |  |  |  |  |  |  |  |  |  |  |  |  |  |  |
|  |                                                               |  |  |  |  |  |  |  |  |  |  |  |  |  |  |  |
|  | 6. Alejandro de Salamanca y Cano de Aponte                    |  |  |  |  |  |  |  |  |  |  |  |  |  |  |  |
|  |                                                               |  |  |  |  |  |  |  |  |  |  |  |  |  |  |  |
|  |                                                               |  |  |  |  |  |  |  |  |  |  |  |  |  |  |  |
|  | 26. Juan Cano y Maestro Ruiz                                  |  |  |  |  |  |  |  |  |  |  |  |  |  |  |  |
|  |                                                               |  |  |  |  |  |  |  |  |  |  |  |  |  |  |  |
|  |                                                               |  |  |  |  |  |  |  |  |  |  |  |  |  |  |  |
|  | 13. Josefa Cano de Aponte                                     |  |  |  |  |  |  |  |  |  |  |  |  |  |  |  |
|  |                                                               |  |  |  |  |  |  |  |  |  |  |  |  |  |  |  |
|  |                                                               |  |  |  |  |  |  |  |  |  |  |  |  |  |  |  |
|  | 27. Josefa de Aponte y Molina                                 |  |  |  |  |  |  |  |  |  |  |  |  |  |  |  |
|  |                                                               |  |  |  |  |  |  |  |  |  |  |  |  |  |  |  |
|  |                                                               |  |  |  |  |  |  |  |  |  |  |  |  |  |  |  |
|  | 3. Magdalena Salamanca y Messía                               |  |  |  |  |  |  |  |  |  |  |  |  |  |  |  |
|  |                                                               |  |  |  |  |  |  |  |  |  |  |  |  |  |  |  |
|  |                                                               |  |  |  |  |  |  |  |  |  |  |  |  |  |  |  |
|  | 28. Diego de Messía y Valenzuela, II conde de Sierra Bella    |  |  |  |  |  |  |  |  |  |  |  |  |  |  |  |
|  |                                                               |  |  |  |  |  |  |  |  |  |  |  |  |  |  |  |
|  |                                                               |  |  |  |  |  |  |  |  |  |  |  |  |  |  |  |
|  | 14. Diego Pedro de Messía y Torres, III conde de Sierra Bella |  |  |  |  |  |  |  |  |  |  |  |  |  |  |  |
|  |                                                               |  |  |  |  |  |  |  |  |  |  |  |  |  |  |  |
|  |                                                               |  |  |  |  |  |  |  |  |  |  |  |  |  |  |  |
|  | 29. María de Torres y Olivares                                |  |  |  |  |  |  |  |  |  |  |  |  |  |  |  |
|  |                                                               |  |  |  |  |  |  |  |  |  |  |  |  |  |  |  |
|  |                                                               |  |  |  |  |  |  |  |  |  |  |  |  |  |  |  |
|  | 7. María Andrea de Messía y Múnive                            |  |  |  |  |  |  |  |  |  |  |  |  |  |  |  |
|  |                                                               |  |  |  |  |  |  |  |  |  |  |  |  |  |  |  |
|  |                                                               |  |  |  |  |  |  |  |  |  |  |  |  |  |  |  |
|  | 30. Francisco Javier de Múnive y León Garabito                |  |  |  |  |  |  |  |  |  |  |  |  |  |  |  |
|  |                                                               |  |  |  |  |  |  |  |  |  |  |  |  |  |  |  |
|  |                                                               |  |  |  |  |  |  |  |  |  |  |  |  |  |  |  |
|  | 15. Ana de Múnive y Tello                                     |  |  |  |  |  |  |  |  |  |  |  |  |  |  |  |
|  |                                                               |  |  |  |  |  |  |  |  |  |  |  |  |  |  |  |
|  |                                                               |  |  |  |  |  |  |  |  |  |  |  |  |  |  |  |
|  | 31. Teresa de Tello y Espinosa                                |  |  |  |  |  |  |  |  |  |  |  |  |  |  |  |
|  |                                                               |  |  |  |  |  |  |  |  |  |  |  |  |  |  |  |
|  |                                                               |  |  |  |  |  |  |  |  |  |  |  |  |  |  |  |